# (2465) Wilson
(2465) Wilson (1949 PK; 1949 QS; 1949 SK; 1968 XD; 1971 KH; 1981 PT) ist ein ungefähr 22 Kilometer großer Asteroid des mittleren Hauptgürtels, der am 2. August 1949 vom deutschen (damals: Bundesrepublik Deutschland) Astronomen Karl Wilhelm Reinmuth an der Landessternwarte Heidelberg-Königstuhl auf dem Westgipfel des Königstuhls bei Heidelberg (IAU-Code 024) entdeckt wurde.

## Benennung
(2465) Wilson wurde nach dem Astronomen Sir Robert Wilson (1927–2002) aus dem Vereinigten Königreich benannt, der Professor für Astronomie am University College London war. Er war maßgeblich an der Entwicklung des International Ultraviolet Explorer, einem Weltraumteleskop, beteiligt sowie war Vizepräsident der Internationalen Astronomischen Union. Die Benennung wurde vom US-amerikanischen Astronomen Conrad Bardwell vorgeschlagen.